# Ястребово (област Стара Загора)
 За За другото българско село с име Ястребово вижте Ястребово (Област Русе).  
Ястребово е село в Южна България. То се намира в община Опан, област Стара Загора.

## Културни и природни забележителности
- Паметник на Даньо Василев
- Читалище „Марко Ганчев“
- НЧ "Даньо Василев 1925"